# Kertajaya (Cigugur)
Kertajaya is een bestuurslaag in het regentschap Ciamis van de provincie West-Java, Indonesië. Kertajaya telt 3591 inwoners (volkstelling 2010).